# Jörg Seip
Jörg Seip (* 1967) ist deutscher römisch-katholischer Pastoraltheologe.

## Leben
Er studierte katholische Theologie an der Theologischen Fakultät Paderborn und der Ludwig-Maximilians-Universität München. Nach der Promotion 2001 in Katholischer Theologie an der Theologischen Fakultät Paderborn mit dem Thema „Predigt als Literatur. Fiktionalität und Bezeugung“ war er vom Wintersemester 2001/2002 bis zum Sommersemester 2012 Lehrbeauftragter für Homiletik an der Theologischen Fakultät Paderborn. Im Sommersemester 2008 war Lehrbeauftragter für Homiletik an der PTH Sankt Georgen. Nach der Habilitation 2008 im Fach Pastoraltheologie und Homiletik an der Julius-Maximilians-Universität Würzburg (Thema der Habilitationsschrift: Diskurskritische Verortung der Pastoraltheologie) war er von Wintersemester 2009/2010 bis Sommersemester 2012 Privatdozent in Würzburg. 2012 wurde er zum Professor für Pastoraltheologie an der Universität Bonn ernannt.